# Protestantiska kyrkan i Nederländerna
Protestantiska kyrkan i Nederländerna (de Protestantse Kerk in Nederland, PKN) är ett trossamfund bildat 2004 genom samgående mellan Reformerta kyrkan i Nederländerna, Nederländska reformerta kyrkan och Evangelisk-lutherska kyrkan i Kungariket Nederländerna.
Den Protestantiska Kyrkan i Nederländerna har omkring 1 450 församlingar med sammanlagt 1,4 miljoner medlemmar, det vill säga cirka 7,9 % av landets befolkning (31 december 2023).
Kyrkan är därmed Nederländernas största trossamfund efter den romersk-katolska kyrkan som cirka 25 % av befolkningen tillhör.
PKN har tack vare sin historia lokala församlingar med olika identitet: dels församlingar som tidigare tillhört något av de tidigare samfund som 2004 bildade PKN, dels ekumeniska församlingar som bildats genom samgående av lokala församlingar med historisk bakgrund i olika protestantiska trossamfund.
De lutherska församlingarna är samlade i en särskild luthersk synod som i sin tur väljer ombud till PKN:s gemensamma synod.